# FIRST Racing
FIRST Racing (czasami First Racing) – włoski zespół wyścigowy, założony przez Lamberto Leoniego. Uczestnik zawodów Międzynarodowej Formuły 3000 w sezonach 1987 – 1991.

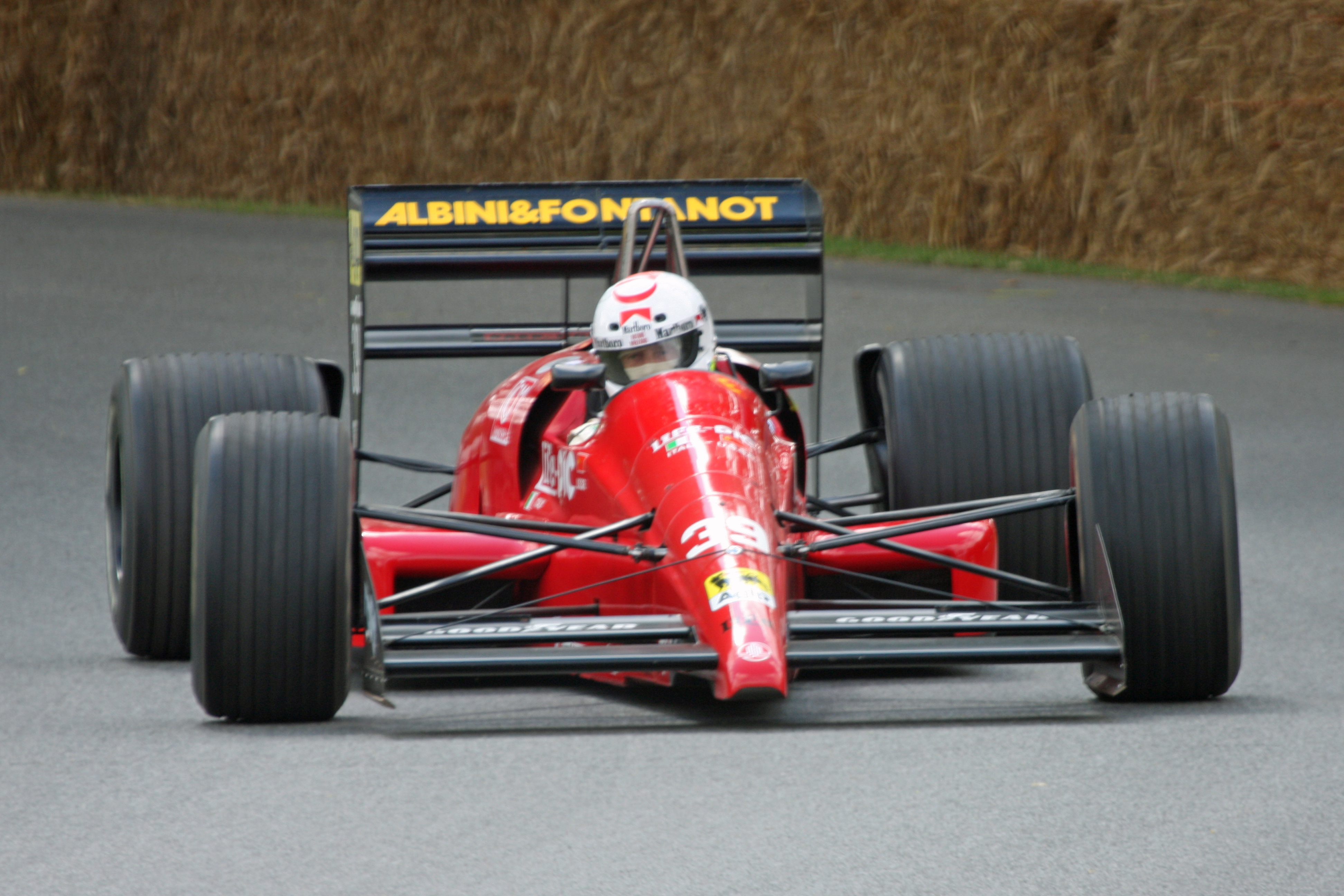
Life L190

Zespół planował wystartować w Formule 1 w sezonie 1989. Samochód, który zaprojektował Richard Divila, napędzać miały silniki Judd V8, a kierowcą miał zostać Gabriele Tarquini. Samochód został zaprezentowany w Bolonii podczas Memoriału Attilio Bettegi, ale okazało się, że podwozie zostało źle zbudowane, a wkrótce potem Divila wyparł się projektu, twierdząc, że samochód jest niebezpieczny; skomentował również, że "samochód byłby dobry, ale co najwyżej jako interesująca doniczka". Ponadto samochód nie przeszedł obowiązkowego testu zderzeniowego przed sezonem, a zespół FIRST nie wziął udziału w inauguracyjnej Grand Prix Brazylii. Następne próby wzmocnienia podwozia kończyły się fiaskiem.
Z podwozia tego skorzystał zespół Life w sezonie 1990 w modelu L190.